# Elecciones provinciales de San Juan de 1973
Las elecciones generales de la provincia de San Juan de 1973 tuvieron lugar entre marzo y abril del mencionado año con el objetivo de restaurar las instituciones democráticas constitucionales de la provincia después de casi siete años de la dictadura militar autodenominada Revolución Argentina, y a dieciocho años de proscripción del Partido Justicialista (PJ). Se realizaron al mismo tiempo que las elecciones presidenciales y legislativas a nivel nacional, y se debía elegir al gobernador para el período 1973-1977 y a los 30 escaños de la Legislatura Provincial. La dictadura militar instituyó un Estatuto Fundamental que incluía el sistema de segunda vuelta electoral para elegir al presidente y a los gobernadores de las provincias, realizándose una segunda vuelta o balotaje entre los dos candidatos más votados si ninguno obtenía más del 50% de los votos en primera vuelta.
El 11 de marzo se llevó a cabo la primera vuelta. El candidato del Partido Bloquista (PB), Eduardo Bazán Agrás, fue el más votado con el 35,77% de los sufragios, alrededor de 4.500 votos por encima de Eloy Camus, candidato del Frente Justicialista de Liberación (FREJULI). En tercer lugar quedó Alfredo Avelín, de la Cruzada Renovadora (CR), con el 13,70%; y en cuarto lugar la Unión Cívica Radical (UCR), con el 8,64%. La participación electoral fue del 84.29%.
Se organizó entonces la segunda vuelta entre Agrás y Camus para el 15 de abril. Durante la campaña, el radicalismo apoyó a Agrás, mientras que Cruzada Renovadora apoyó a Camus. De manera sorpresiva, Camus obtuvo una estrecha victoria con el 46,56% de los votos contra el 46,56% de Agrás, accediendo a la gobernación. De las once segundas vueltas que se realizaron en las elecciones de gobernadores de 1973, la de San Juan fue la única donde el resultado de la primera se revirtió. Se consideró como un probable aliciente para este suceso la victoria del justicialista Héctor José Cámpora en las elecciones presidenciales. La opinión pública del electorado sanjuanino era que la escasa posibilidad de supervivencia de que un gobierno adverso al oficialismo nacional hacía más atractiva la idea de votar por Camus.

## Resultados

### Gobernador y Vicegobernador
| Fórmula                            | Fórmula                            | Partido                            | Partido                            | 1ª vuelta | 1ª vuelta | 2ª vuelta | 2ª vuelta |
| Gobernador                         | Vicegobernador                     | Partido                            | Partido                            | Votos     | %         | Votos     | %         |
| ---------------------------------- | ---------------------------------- | ---------------------------------- | ---------------------------------- | --------- | --------- | --------- | --------- |
| Eloy Camus                         | Francisco Aguilar                  |                                    | Frente Justicialista de Liberación | 68.038    | 33,57     | 107.378   | 53,44     |
| Eduardo Roque Bazán Agrás          | Domingo Rodríguez Castro           |                                    | Partido Bloquista                  | 72.497    | 35,77     | 93.556    | 46,56     |
| Alfredo Avelín                     | Orlando Marino                     |                                    | Cruzada Renovadora                 | 27.776    | 13,70     |           |           |
| Rolando Argentino Sánchez          | Carlos Alberto Casas               |                                    | Unión Cívica Radical               | 17.509    | 8,64      |           |           |
| Orlando Víctor Palacio             | Eduardo José González Villanueva   |                                    | Nueva Fuerza                       | 10.334    | 5,10      |           |           |
| Elio Noé Salcedo                   | Edgar José Romero                  |                                    | Alianza Popular Revolucionaria     | 2.886     | 1,42      |           |           |
| Roberto Aracena                    | Horacio Stábile                    |                                    | Partido Popular Democrático        | 2.580     | 1,27      |           |           |
| Jorge García                       | Francisco Humberto Naveda          |                                    | Frente de Izquierda Popular        | 1.066     | 0,53      |           |           |
|                                    |                                    |                                    |                                    |           |           |           |           |
| Votos válidos                      | Votos válidos                      | Votos válidos                      | Votos válidos                      | 202.686   | 99,66     | 200.934   | 98,80     |
| Votos en blanco                    | Votos en blanco                    | Votos en blanco                    | Votos en blanco                    | 1.318     | 0,65      | 1.922     | 0,95      |
| Votos anulados                     | Votos anulados                     | Votos anulados                     | Votos anulados                     | 497       | 0,24      | 514       | 0,25      |
| Total de votos                     | Total de votos                     | Total de votos                     | Total de votos                     | 204.501   | 100       | 203.370   | 100       |
| Votantes registrados/participación | Votantes registrados/participación | Votantes registrados/participación | Votantes registrados/participación | 236.653   | 86,41     | 236.653   | 85,94     |
| Fuente:                            |                                    |                                    |                                    |           |           |           |           |

### Cámara de Diputados
| Partido                            | Partido                            | Votos   | %     | Diputados |
| ---------------------------------- | ---------------------------------- | ------- | ----- | --------- |
|                                    | Partido Bloquista                  | 70.326  | 34,85 | 12/30     |
|                                    | Frente Justicialista de Liberación | 68.628  | 34,01 | 13/30     |
|                                    | Cruzada Renovadora                 | 27.233  | 13,49 | 4/30      |
|                                    | Unión Cívica Radical               | 18.368  | 9,10  | 1/30      |
|                                    | Nueva Fuerza                       | 10.485  | 5,20  |           |
|                                    | Alianza Popular Revolucionaria     | 3.020   | 1,50  |           |
|                                    | Partido Popular Democrático        | 2.672   | 1,32  |           |
|                                    | Frente de Izquierda Popular        | 1.078   | 0,53  |           |
|                                    |                                    |         |       |           |
| Votos válidos                      | Votos válidos                      | 201.810 | 99,45 |           |
| Votos en blanco                    | Votos en blanco                    | 1.116   | 0,55  |           |
| Total de votos                     | Total de votos                     | 202.926 | 100   |           |
| Votantes registrados/participación | Votantes registrados/participación | 236.653 | 85,75 |           |
| Fuente:                            |                                    |         |       |           |

#### Resultados por secciones electorales

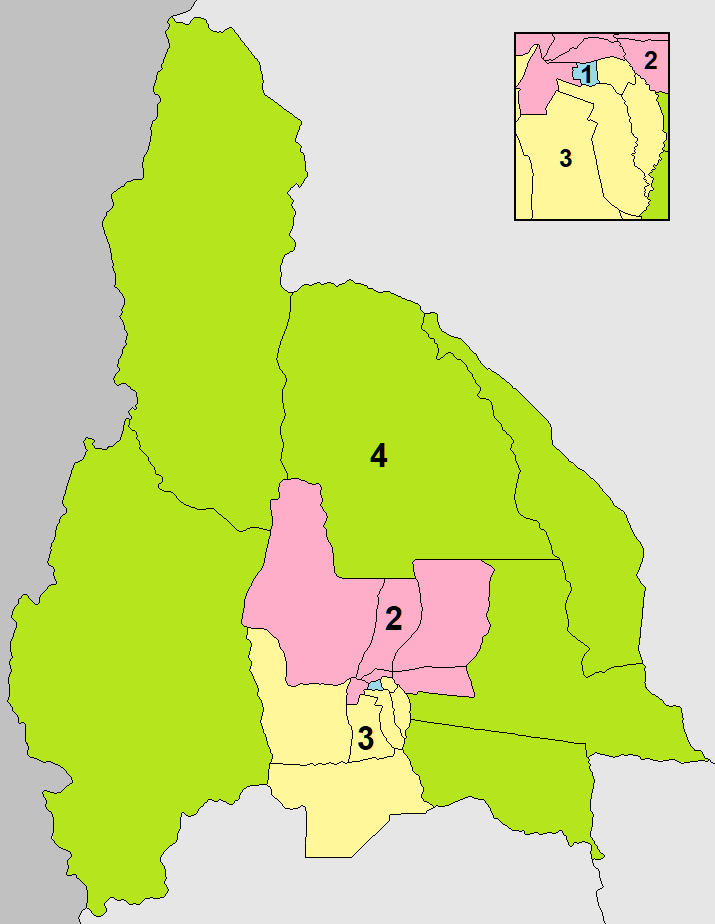
Secciones electorales de San Juan:
1ª Sección
2ª Sección
3ª Sección
4ª Sección

| 1ª Sección Electoral 9 Diputados | 1ª Sección Electoral 9 Diputados   | 1ª Sección Electoral 9 Diputados | 1ª Sección Electoral 9 Diputados | 1ª Sección Electoral 9 Diputados | 1ª Sección Electoral 9 Diputados                                                                  |
| Partido                          | Partido                            | Votos                            | %                                | Diputados                        | Electos                                                                                           |
| -------------------------------- | ---------------------------------- | -------------------------------- | -------------------------------- | -------------------------------- | ------------------------------------------------------------------------------------------------- |
|                                  | Partido Bloquista                  | 23.020                           | 36,75                            | 4/9                              | - Eliseo Rogelio Pérez - Segundo Horacio Sosa - Fernando Juan Mó - Francisco Gil                  |
|                                  | Frente Justicialista de Liberación | 18.097                           | 28,89                            | 3/9                              | - Miguel Díaz - César Gioja - Segundo Cipriano Benítez                                            |
|                                  | Cruzada Renovadora                 | 7.961                            | 12,71                            | 1/9                              | - Hugo Mario Figueroa                                                                             |
|                                  | Unión Cívica Radical               | 6.175                            | 9,86                             | 1/9                              | - Carlos Evaristo Toledo                                                                          |
|                                  | Nueva Fuerza                       | 4.399                            | 7,02                             |                                  |                                                                                                   |
|                                  | Alianza Popular Revolucionaria     | 1.373                            | 2,19                             |                                  |                                                                                                   |
|                                  | Partido Popular Democrático        | 1.165                            | 1,86                             |                                  |                                                                                                   |
|                                  | Frente de Izquierda Popular        | 452                              | 0,72                             |                                  |                                                                                                   |
|                                  |                                    |                                  |                                  |                                  |                                                                                                   |
| Votos válidos                    | Votos válidos                      | 62.642                           | 99,43                            |                                  |                                                                                                   |
| Votos en blanco                  | Votos en blanco                    | 357                              | 0,57                             |                                  |                                                                                                   |
| Total de votos                   | Total de votos                     | 62.999                           | 100                              |                                  |                                                                                                   |
| 2ª Sección Electoral 6 Diputados |                                    |                                  |                                  |                                  |                                                                                                   |
| Partido                          | Partido                            | Votos                            | %                                | Diputados                        | Electos                                                                                           |
|                                  | Frente Justicialista de Liberación | 15.192                           | 36,64                            | 3/6                              | - Domingo Ambrosio Balaguer - Ángela Bertha Herrera - Rolando Benjamín Lucero                     |
|                                  | Partido Bloquista                  | 13.607                           | 32,82                            | 2/6                              | - Eduardo Adolfo Prieto - Ramón Benedicto Porres                                                  |
|                                  | Cruzada Renovadora                 | 5.378                            | 12,97                            | 1/6                              | - Otto Argentino Torres                                                                           |
|                                  | Unión Cívica Radical               | 4.661                            | 11,24                            |                                  |                                                                                                   |
|                                  | Nueva Fuerza                       | 1.488                            | 3,59                             |                                  |                                                                                                   |
|                                  | Partido Popular Democrático        | 491                              | 1,18                             |                                  |                                                                                                   |
|                                  | Alianza Popular Revolucionaria     | 442                              | 1,07                             |                                  |                                                                                                   |
|                                  | Frente de Izquierda Popular        | 206                              | 0,50                             |                                  |                                                                                                   |
|                                  |                                    |                                  |                                  |                                  |                                                                                                   |
| Votos válidos                    | Votos válidos                      | 41.465                           | 99,52                            |                                  |                                                                                                   |
| Votos en blanco                  | Votos en blanco                    | 200                              | 0,48                             |                                  |                                                                                                   |
| Total de votos                   | Total de votos                     | 41.665                           | 100                              |                                  |                                                                                                   |
| 3ª Sección Electoral 9 Diputados |                                    |                                  |                                  |                                  |                                                                                                   |
| Partido                          | Partido                            | Votos                            | %                                | Diputados                        | Electos                                                                                           |
|                                  | Partido Bloquista                  | 23.049                           | 36,09                            | 4/9                              | - Manuel Gómez - Octavio Pedro Masquijo - Juan Antonio Díaz - Roberto Nozica                      |
|                                  | Frente Justicialista de Liberación | 19.968                           | 31,27                            | 3/9                              | - Edmundo Enrique Camisay - Oscar Humberto Ramírez - Rubén Antonio Hidalgo                        |
|                                  | Cruzada Renovadora                 | 11.375                           | 17,81                            | 2/9                              | - Ítalo Argentino Cannata - Teófilo Abelín                                                        |
|                                  | Unión Cívica Radical               | 4.283                            | 6,71                             |                                  |                                                                                                   |
|                                  | Nueva Fuerza                       | 3.135                            | 4,91                             |                                  |                                                                                                   |
|                                  | Alianza Popular Revolucionaria     | 952                              | 1,49                             |                                  |                                                                                                   |
|                                  | Partido Popular Democrático        | 791                              | 1,24                             |                                  |                                                                                                   |
|                                  | Frente de Izquierda Popular        | 308                              | 0,48                             |                                  |                                                                                                   |
|                                  |                                    |                                  |                                  |                                  |                                                                                                   |
| Votos válidos                    | Votos válidos                      | 63.861                           | 99,38                            |                                  |                                                                                                   |
| Votos en blanco                  | Votos en blanco                    | 400                              | 0,62                             |                                  |                                                                                                   |
| Total de votos                   | Total de votos                     | 64.261                           | 100                              |                                  |                                                                                                   |
| 4ª Sección Electoral 6 Diputados |                                    |                                  |                                  |                                  |                                                                                                   |
| Partido                          | Partido                            | Votos                            | %                                | Diputados                        | Electos                                                                                           |
|                                  | Frente Justicialista de Liberación | 15.371                           | 45,42                            | 4/6                              | - José Francisco Martín Cruz - Antonio Villalobo - Enzo Valentín Manzini - Eduardo Esteban Tejada |
|                                  | Partido Bloquista                  | 10.650                           | 31,47                            | 2/6                              | - Carlos Hermes Montaña - Pedro Antonio Liarena                                                   |
|                                  | Unión Cívica Radical               | 3.249                            | 9,60                             |                                  |                                                                                                   |
|                                  | Cruzada Renovadora                 | 2.519                            | 7,44                             |                                  |                                                                                                   |
|                                  | Nueva Fuerza                       | 1.463                            | 4,32                             |                                  |                                                                                                   |
|                                  | Alianza Popular Revolucionaria     | 253                              | 0,75                             |                                  |                                                                                                   |
|                                  | Partido Popular Democrático        | 225                              | 0,66                             |                                  |                                                                                                   |
|                                  | Frente de Izquierda Popular        | 112                              | 0,33                             |                                  |                                                                                                   |
|                                  |                                    |                                  |                                  |                                  |                                                                                                   |
| Votos válidos                    | Votos válidos                      | 33.842                           | 99,53                            |                                  |                                                                                                   |
| Votos en blanco                  | Votos en blanco                    | 159                              | 0,47                             |                                  |                                                                                                   |
| Total de votos                   | Total de votos                     | 34.001                           | 100                              |                                  |                                                                                                   |